# Albert Lemeier

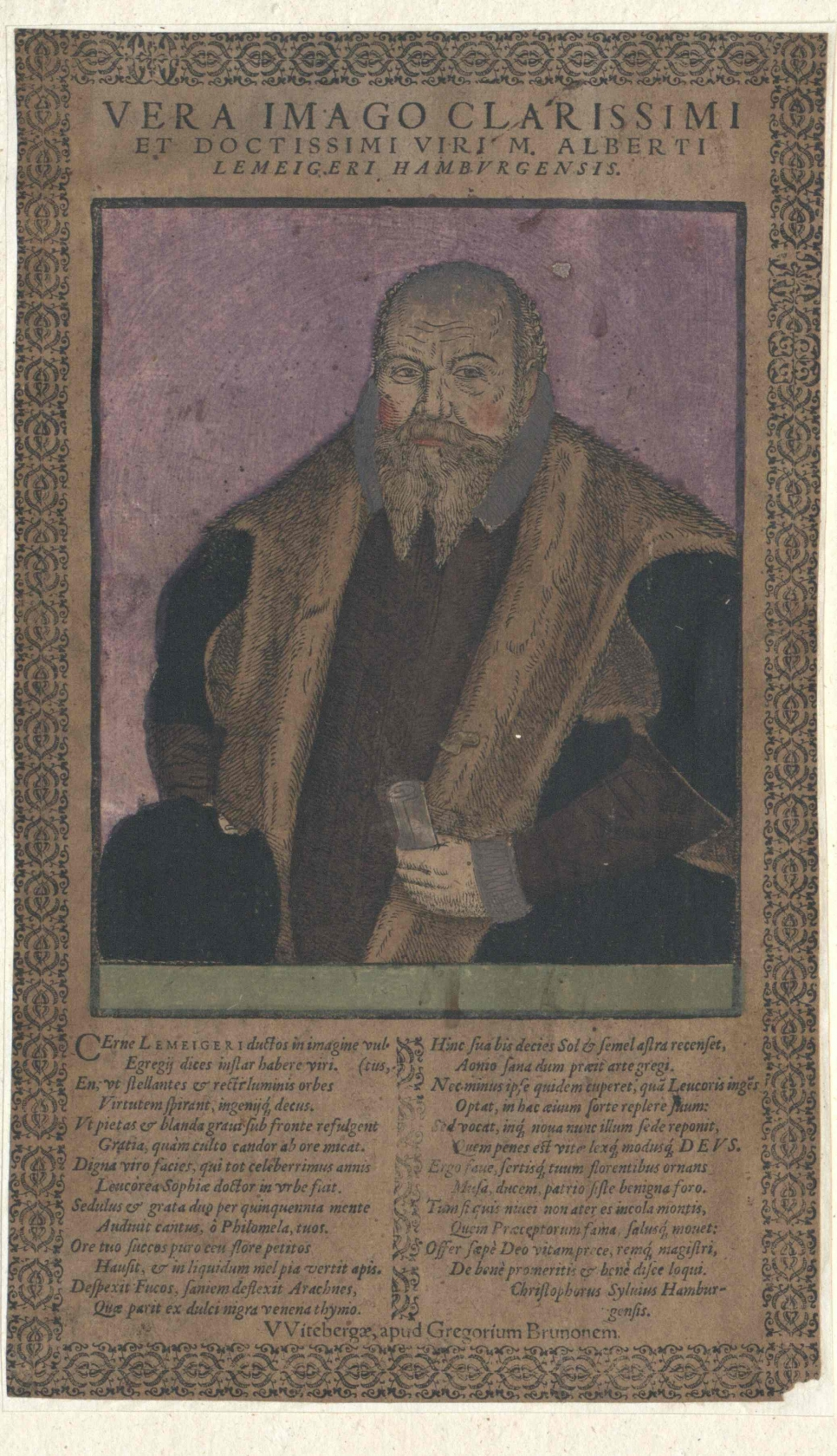
Albert Lemeier

Albert Lemeier auch: Lehmeier, Lemeiger, Lehenmeier, Lemeyer, Leminger (* um 1530 in Hamburg; † 30. April 1595 ebenda) war ein deutscher Rhetoriker und Moralphilosoph.

## Leben
Lemeier war vermutlich er Schüler der Gelehrtenschule des Johanneums und hatte einen Bruder namens Johannes. Lemeier selbst immatrikulierte sich am 28. Juni 1550 an der Universität Wittenberg, am 1. August 1552 wurde er auch in die Matrikel der Universität Rostock eingetragen. In Wittenberg absolvierte er zunächst ein Studium der philosophischen Wissenschaften, wobei Philipp Melanchthon sein prägender Lehrer wurde. Am 31. Juli 1554 erlangte er den philosophischen Magistergrad und wurde am 18. Oktober 1556 als Dozent an der philosophischen Fakultät der Wittenberger Hochschule aufgenommen. Er fand seine neue Wohnung im Wittenberger Lutherhaus. Am 8. April 1561 wurde er Professor für Rhetorik der Wittenberger Hochschule und wechselte 1574 auf den Lehrstuhl der Dialektik und Ethik.
Zudem beteiligte er sich an den organisatorischen Aufgaben der Alma Mater. So war er im Wintersemester 1564/65 und im Wintersemester 1571/72 Dekan der philosophischen Fakultät sowie im Wintersemester 1570/71 Rektor der Hochschule. Da er sich 1580 weigerte, seine Unterschrift unter die sächsische Konkordienformel zu setzen, wurde er aus seiner Dienststellung entlassen. Er zog in seine Geburtsstadt, wo er im Jahr 1581 eine Stelle als Senatssekretär erhielt. In dieser Eigenschaft war er 1587 bei Verhandlungen in Stade aktiv und 1588 in Itzehoe anwesend. Am 21. Februar 1588 wurde er Hamburger Ratsherr (Senator) und als 1589 der Turm der St. Nikolaikirche durch ein Gewitter entzündet wurde, setzte er sich für die Wiederherstellung desselben ein.
Lemeier war zwei Mal verheiratet gewesen. Seine erste Ehe schloss er mit einer Hamburgerin namens Katharina († 12. Januar 1569 in Wittenberg). 1570 schloss er in Hamburg eine zweite Ehe mit Sophia Bestenborstel, die Tochter des Hamburger Ratsherrn Diedrich (Theodor) Bestenborstel. Von den Kindern kennt man:
- Joachim Lemeier (* 13. Juli 1561)
- Albert Lemeier (* 5. September 1562)
- Daniel Lemeier (* 23. November 1563)
- Johannes Lemeier (* 25. März 1565; † 30. Januar 1566)
- Anna Lemeier (* 2. Januar 1567; † 14. April 1567)
- Katharina Lemeier (* 20. Februar 1568; † 28. Juni 1568)
- Theoderich Lemeier (* 28. März 1576)

## Werke
- Oratio de studio et cura recte dicendi 5. Mai 1561, recit. cum explicationem Rhetorices auspicaretur. In: Declamationum Melanchtonianarum. Wittenberg 1565, 7. Band. S. 543 und 566.
- Oratio continens Commonefactionem de discipllna scholastica d. 20. Mart. 1565 recitiata. In: Declamationum Melanchtonianarum. Band 7 S. 960–976.
- Oratio de historia exilii Babylonici. Wittenberg 1572 auch In: Declamationum scholae Melanchtonis. Zerbst 1586, Band 7, S. 128 f.
- Programmata plurima ad praelectiones suas, partim philosophicas, partim oratorias, invitatoria ab 1559—1570 Witebergae proposita. In: Scriptorum Witebergae publice affixorum. T. 4. 5. 6 und 7, In: Judicia de Autoribus variis ex istis excerpta in Gregorii Richteri judiciis scholae Melanchtonianae. Wittenberg 1592, S. 53, 118, 119, 141, sqq. 150, sqq. 153, sqq. 156, 159, 160, 163, 164, 166, 168, 171, 172, 174, 712–715, 720,
- Dictata in dialecticam Philippi (Melanchthonis). Wittenberg 1571.